# Woodson County
Woodson County je okres ve státě Kansas v USA. K roku 2010 zde žilo 3 309 obyvatel. Správním městem okresu je Yates Center. Celková rozloha okresu činí 1 309 km².